# Saulet
Saulet és un nucli de població del municipi de Montferrer i Castellbò i de l'entitat municipal descentralitzada Vila i Vall de Castellbò, a l'Alt Urgell. El poble està situat a 933 metres, aigua avall del riu de Palerrols. Havia arribat a 22 habitants el 1960, el 1991 en tenia 3, i el 2019 2. Al poble s'hi pot trobar l'església de Sant Climent de Saulet, que és preromànica.